# Aechmea weberbaueri
Espèce
Classification phylogénétique
Aechmea weberbaueri est une espèce de plantes à fleurs de la famille des Bromeliaceae, endémique du Pérou.

## Synonymes
- Pothuava weberbaueri (Harms) L.B.Sm. & W.J.Kress[1].

## Distribution
L'espèce est endémique du nord-ouest du Pérou.

## Description
L'espèce est épiphyte.